# Szwajkowce
Szwajkowce (ukr. Швайківці, Szwajkiwci) – wieś na Ukrainie, w  rejonie czortkowskim obwodu tarnopolskiego, w hromadzie Zawodśke.

## Historia
W 1485 roku synowie Dawida Buczackiego Michał, Stanisław i Jan nabyli od Fredrów wsie Szwajkowce i Sekmanowce na Podolu.
Według rozgraniczenia z 1680 roku wieś znajdowała się w województwie podolskim. Część granicy pomiędzy województwami ruskim i podolskim przechodziła na południe od Trybuchowiec i Dżuryna – między temi wsiami oraz Ćwitową i Pomorcami, zatem na północ od Czortkowa, dalej – między wsiami Hadyńkowce i Szwajkowce.
Dziedzicem wsi w 1816 był Wincenty Spendowski. Mieszkańcy gminy Szwajkowce strajkowali w lecie 1902 roku. 
W II Rzeczypospolitej miejscowość w powiecie czortkowskim województwa tarnopolskiego.
W latach 1943–1945. nacjonaliści ukraińscy z OUN-UPA zamordowali tutaj 10 Polaków.

## Religia
- Cerkiew Podwyższenia Krzyża Świętego (1734; Ukraińska Cerkiew Greckokatolicka; drewniana).

## Ludzie związani ze Szwajkowcami

### Urodzili się
- Witalis Bajrak (1907–1946) – duchowny, bazylianin, hieromnich, błogosławiony Kościoła katolickiego.

## Źródła
- Adam Boniecki, Herbarz polski: wiadomości historyczno-genealogiczne o rodach szlacheckich, Warszawa: Warszawskie Towarzystwo Akcyjne S. Orgelbranda S[yn]ów), 1909, Cz. 1, T. 13, s. 331—349.
- Микола Антохів, Wiktor Unijat: Швайківці. W: Тернопільський енциклопедичний словник. редкол.: Г. Яворський та ін.. T. 3: П—Я. Тернопіль : Видавничо-поліграфічний комбінат «Збруч», 2008, s. 628. ISBN 978-966-528-279-2. (ukr.)
- Богдан Мельничук., Wiktor Uniat, Мар'ян Федечко: Швайківці. W: Тернопільщина. Історія міст і сіл. T. 3: Тернопіль : ТзОВ «Терно-граф», 2014, s. 519—520. ISBN 978-966-457-246-7. (ukr.)
- Швайківці. Чортківська округа. Історично-мемуарний збірник / ред. колегія О. Соневицької та інші, Париж — Сидней — Торонто : НТШ, Український архів, 1974, Т. XXVII, s. 229—230.